# Égriselles-le-Bocage
Égriselles-le-Bocage är en kommun i departementet Yonne i regionen Bourgogne-Franche-Comté i norra Frankrike. Kommunen ligger i kantonen Sens-Ouest som tillhör arrondissementet Sens. År 2022 hade Égriselles-le-Bocage 1 387 invånare.

## Befolkningsutveckling
Antalet invånare i kommunen Égriselles-le-Bocage
| Referens: INSEE |